# Betina Jozami
Betina Jozami (født 8. september 1988 i Paraná, Argentina) er en tidligere kvindelig professionel tennisspiller fra Argentina.
Betina Jozami højeste rangering på WTA single rangliste var som nummer 132, hvilket hun opnåede 9. februar 2009. I double er den bedste placering nummer 96, hvilket blev opnået 19. maj 2008.